# Carlos Santos-Viola
Carlos A. Santos-Viola (San Miguel, 8 april 1912 - 31 juli 1994) was een Filipijns architect. Zijn meest bekende ontwerpen zijn de kerken van Iglesia ni Cristo (INC).

## Biografie
Carlos Santos-Viola werd geboren op 8 april 1912 in San Miguel in de Filipijnse provincie Bulacan. Hij was een van de zes kinderen van Melecio de Guzman Santos en Miguela Magpitang Antonio. Na het voltooien van zijn middelbareschoolopleiding aan de Ateneo de Manila in 1930 studeerde hij aan de University of Santo Tomas. Daar behaalde Santos-Viola in 1935 zijn bachelor-opleiding architectuur. Tijdens zijn opleiding kreeg hij les van architecten als Tomas Arguelles, Tomas Mapua, Juan Nakpil, Fernando Ocampo en Andres Luna de San Pedro.
Na zijn afstuderen werkte Santos-Viola voor het architectenkantoor van Juan Nakpil. Na de Tweede Wereldoorlog openende hij samen met Alfredo Luz zijn eigen kantoor en vanaf 1955 ging hij alleen verder. Santos-Viola's meeste bekende klant was de Iglesia ni Cristo. De eerste opdracht die hij voor deze kerkgenootschap uitvoerde was het San Juan Bishop's Palace. Later kreeg hij, inmiddels werkend vanuit zijn eigen kantoor, een tweede opdracht voor de kapel van Cubao. Dit werd het begin van een lange relatie tussen het kerkgenootschap en Santos-Viola. Hij ontwierp vele van de kenmerkende (kerk)gebouwen van de INC door het gehele land, waaronder het hoofdkantoor van de INC in Quezon City.
Naast zijn werk als architect doceerde hij van 1949 tot 1981 aan de University of Santo Tomas. Voor zijn werk als architect kreeg hij diverse onderscheidingen. Zo won hij in 1981 een Patnubay ng Sining and Kalinangan Award van de stad Manilla en in 1990 een Gold Medal of Merit van de Philippine Institute of Architects (PIA). 
Santos-Viola overleed in 1994 op 82-jarige leeftijd. Hij was getrouwd met Caridad Nakpil, een jongere zus van architect Juan Nakpil. Samen kregen ze vijf kinderen.